# لوید اینگراهام
لوید اینگراهام (انگلیسی: Lloyd Ingraham؛ ۳۰ نوامبر ۱۸۷۴ – ۴ آوریل ۱۹۵۶) یک هنرپیشه و کارگردان اهل ایالات متحده آمریکا بود.

## بخشی از فیلم‌شناسی
- جسی جیمز (به عنوان کارگردان)
- تعصب
- دره رنگین‌کمان
- نابردباری
- شکوه صبح
- شبح طلا